# Echidna delicatula
Echidna delicatula és una espècie de peix de la família dels murènids i de l'ordre dels anguil·liformes.

## Morfologia
Els mascles poden assolir els 65 cm de longitud total.

## Distribució geogràfica
Es troba des de Sri Lanka fins a Samoa i el sud del Japó.